# María Luigia Corona
María Luigia Corona  (nacida en Iglesias, Italia en el 1951), religiosa italiana.
Primogénita de dos hijos, a los 14 años madura la opción de consagrar toda su vida a Dios.
Creció en la parroquia de Santa Elena, Cagliari, Italia.
Se comprometió en varios grupos y desarrolló una profunda pasión eclesial bajo el estímulo y la luz del Concilio Vaticano II.
Obtuvo su bachillerato en Ciencias Naturales y en Teología. La búsqueda de una realidad eclesial donde concretar su elección de vida duro varios años. Cuando tenía 23 años se encontró en Cagliari con Padre Luigi Prandin con quien descubrió una sintonía de ideales y de vocación. Con el P. Prandin fundó la "Comunità Missionaria di Villaregia".